# ダイアデム級防護巡洋艦
ダイアデム級防護巡洋艦 (Diadem class protected cruiser) は、イギリス海軍の防護巡洋艦。8隻が各々￡600,000前後の予算で建造され、第一次世界大戦に参加した。「アリアドネ」以降の4隻をアリアドネ級として別級に分類する資料もある。

## 概要
本級は前級のパワフル級同様自国の沿岸警備と植民地への通商保護に使用する意図で、また現存あるいは将来建造されるあらゆる巡洋艦に対抗できるように設計された。パワフル級は建造費と運用人員が増加したため、本級ではそれらの抑制が求められた。そのため、パワフル級に比べてあらゆる面が縮小された。出力は 25,000 ihp から 16,500 ihp に低下し、速度も22ノットから20ノットとなった。装甲板の厚さも6インチから4インチとなり、兵装は前後の単装9.2インチ砲は、側面に装備されるのと同じ6インチ砲が並列で装備された。これらの変更により、パワフル級に比べ1隻当たり￡100,000（およそ15%）の建造費が削減できた。一部の艦は水面下に海生生物が付着するのを防止するために木板の上から銅板を張っていた。

## 艦形

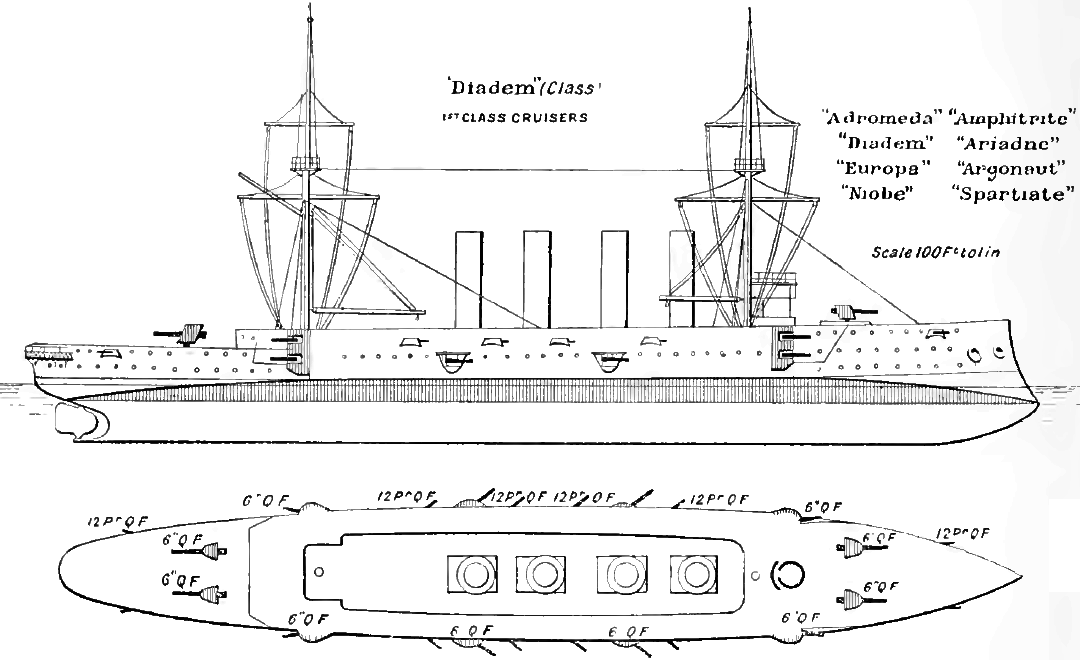
本級の武装・装甲配置を示した図。前後甲板上に単装砲を並列に配置しているのが特色である。

未だ帆船時代のデザインが色濃く残る時代のイギリスらしく気品ある印象を受ける。船体は長船首楼型船体である。水面下に衝角（ラムの付いた艦首から甲板上に15.2cm砲を防盾の付いた単装砲架で2基を並列配置した。その背後に司令塔の上に、両脇に船橋を持つ操舵艦橋と単脚式の前部マストが立つ。船体中央部に4本煙突が等間隔に立ち、その周囲は艦載艇置き場となっており、前後マストを基部とするクレーン1基ずつ計2基により運用された。4番煙突の後方に後部マストと後部艦橋が立ち、舷側部には前後艦橋の側面に半円形の張り出しを儲けて15.2cm砲を縦置きに2基を配置、船体中央部に15.2cm砲を2基を配置した。後部艦橋から一段下がって、後部甲板上に15.2cm砲を防盾の付いた単装砲架で2基を並列配置した。この武装配置により艦首方向に最大で15.2cm砲6門、舷側方向に最大で15.2cm砲8門、艦尾方向に最大で15.2cm砲6門が指向できた。

## 主砲、その他備砲

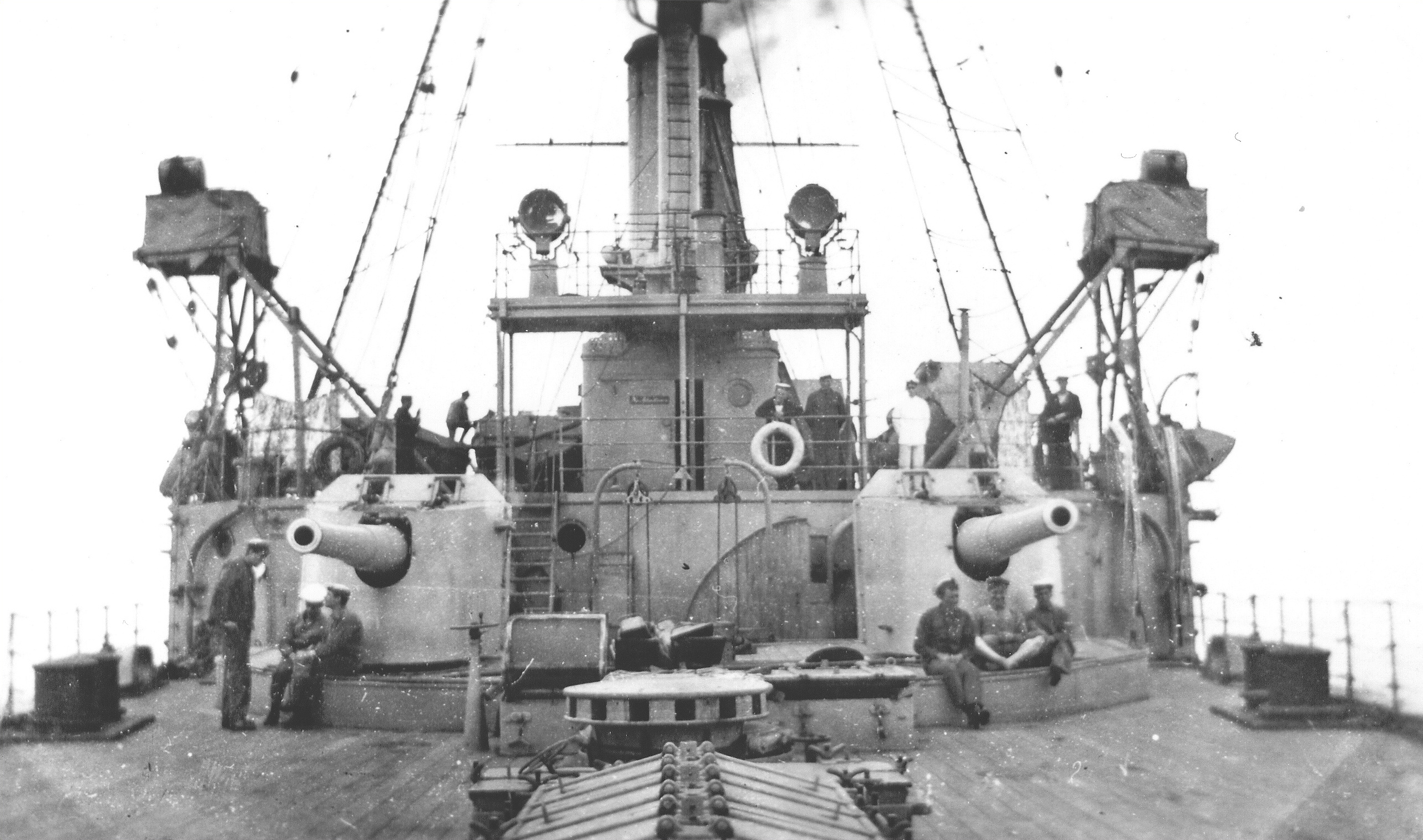
本級の「ナイオビ」の後部甲板上の15.2cm速射砲の写真。

本級の主武装は「1901年型 Mark VII 15.2cm（45口径）砲」を採用した。その性能は45.4kgの砲弾を、最大仰角20度で13,350mまで届かせられ、射程2,740mで舷側装甲51mmを貫通できるとされた。砲身の俯仰・砲塔の旋回・砲弾の揚弾・装填は主に人力を必要とした。砲身の上下角度は仰角20度・俯角7度で左右の旋回角度は甲板上に配置したものは300度、舷側配置の物は160度であった。発射速度は1分間に5～7発と速かったであった。
他に対水雷艇迎撃用に、「アームストロング 7.6cm（40口径）単装速射砲」を単装砲架で計14基、近接戦闘用としてこの時代の軍艦に広く採用されたフランスのオチキス社の「オチキス 4.7cm（43口径）機砲」を単装砲架で3基、対艦攻撃用に45.7cm水中魚雷発射管2基を装備していた。

## 同型艦
- ダイアデム - HMS Diadem
- アンフィトリティ - HMS Amphitrite
- アンドロメダ - HMS Andromeda
- アルゴノート - HMS Argonaut
- アリアドネ - HMS Ariadne
- ユーロパ - HMS Europa
- ナイオビ - HMS Niobe
- スパティエイト - HMS Spartiate

## 参考図書
- 「Conway All The World's Fightingships 1860-1905」（Conway）
- 「Conway All The World's Fightingships 1906–1921」（Conway）
- 「世界の艦船 増刊第46集　イギリス巡洋艦史」（海人社）
- 海人社（編）「写真に見る 推進力の発達による軍艦の形態変化」『世界の艦船』第299号、海人社、1981年9月、37-51頁。